# Alpaida gracia
Alpaida gracia là một loài nhện trong họ Araneidae.
Loài này thuộc chi Alpaida. Alpaida gracia được Herbert Walter Levi miêu tả năm 1988.